# Оннигуты
Оннигу́ты, онниу́ты, онню́ты (монг. Оннигуд, Онгнигууд, Онглигууд, Огниуд, Онниуд) — южно-монгольский этнос, проживающий на территории городского округа Чифэн (Улан-Хад) Внутренней Монголии.

## Этноним
Название оннигуд исходит из китайского слова ван (王wang). В свое время правители монгольских аймаков наделялись титулами ван от ханов Юаньского государства.

## История
Этническое название в устной речи халхов звучит огниуд, в монгольских сочинениях — ongnigud или ongligud. Этноним ongnigud произошел от китайского слова ван (王wang). Этимология слова была изучена Б. Я. Владимирцовым. Название образовано путем присоединения аффикса -нууд (-nugud) к слову ван (указывающему на титул), при этом образовались формы wang + nugud > wangnugud > wangnigud. В дальнейшем, видоизменившись, слово получило форму ongnigud, в устной речи произносилось как онниуд, оннигуд. Иными словами, в устной речи произошла эволюция названия, вследствие чего появились слова онниуд ~ огниуд. Представителей данного рода иногда именуют и онглигууд. Оно также образовано путем присоединения к китайскому слову wang двух аффиксов: аффикса -лиг и аффикса множественного числа -ууд (-ud)= (wang + lig + ud > ongligud). В литературе этноним также используется в форме унглиуты.
Отмечается схожесть происхождения этнонимов оннигуд и онгуд. По мнению Г. Е. Грум-Гржимайло, оннигуты являются потомками средневековых онгутов. Б. Я. Владимирцов полагал, что оннигуты не происходят от древних онгутов, и объяснял их этноним из ongłiğud, относящийся к ванам, т. е. к роду царевичей — братьев Чингисхана.
Таким образом, родовое название имеет единое происхождение и приобрело несколько вариантов — ongligud, ongnigud, ogniud, onniud и onnigud. Следует отметить, что происхождение онгнигууд от слова ван является не случайным, ибо правителями этого племени были потомки Хачиуна, младшего брата Чингисхана. Как известно, в период монгольского государства Юань братья Чингисхана, имея титул вана, назывались вангууд ~ ванлигууд. Со временем титул правителей стал самоназванием племени. В «Сборнике летописей» указано, что в начале XIII века Чингисхан пожаловал Хачиуну и его сыну Элжигидэй-нойону 3000 семей найманов и других племен. Однако, согласно более поздним данным, потомки Хачиуна управляли племенами хэхэдэй (хөхэдэй), бэлжудэй (бэлгэнудэй) и харцэриг (хар цэрэг), т. е. онгнигуд или огниуд состояли в основном из найманов, хөхэдэй, бэлжудэй (бэлгэнудэй) и хар цэрэг. Кроме них в составе оннигутов также упоминается род цагаан татар.
Во времена реставрации династии Северная Юань после восшествия на престол Даян-хана оннигуты вошли в состав чахарского тумэна. В состав чахарского тумэна входили авга, авганары, аоханы, дауры, дурбэн-хухэты (дурбэты), хэшигтэны, му-мянганы, найманы, оннигуты, хучиты, суниты, узумчины, а также ураты.
Когда в первой половине XVII века чахарские монголы покорились маньчжурам, то последние ввели среди монголов свою восьмизнамённую систему, и в 1636 году монголы-оннюды были разделены на два «знамени» (по-монгольски — хошуна); на территории современного хошуна Оннюд-Ци оказался хошун Оннюд-Цзоици (翁牛特左翼旗, «Знамя оннюдов левого крыла»).
После образования Китайской республики эти земли вошли в состав провинции Жэхэ. В 1933 году провинция была захвачена японцами, которые передали её марионеточному государству Маньчжоу-го. В 1937 году хошун был переименован в Оннюд-Цзоци (翁牛特左旗, «Левое знамя оннюдов»). В 1940 году уезд Чифэн был преобразован властями Маньчжоу-го в хошун Оннюд-Юци (翁牛特右旗, «Правое знамя оннюдов»). По окончании Второй мировой войны китайские власти вновь восстановили уезд Чифэн, на землях которого в настоящее время расположены районы: Хуншань и Суншань. В 1942 году власти Маньчжоу-го перевели земли хошуна Оннюд-Цзоци в состав провинции Хинган.
После Второй мировой войны эти места стали ареной противоборства КПК и Гоминьдана. В 1947 году хошун Оннюд-Цзоци был переименован в Вэнъао-Ляньхэци (翁敖联合旗, «Объединённое знамя оннюдов и аоханов»). В 1949 году хошун вошёл в состав аймака Джу-Уд (昭乌达盟) Автономного района Внутренняя Монголия, получив при этом своё современное название Оннюд-Ци. В 1969 году он вместе с аймаком перешёл в состав провинции Ляонин, в 1979 году возвращён в состав Внутренней Монголии. В 1983 году аймак был преобразован в городской округ Чифэн (Улан-Хад).

## Расселение
В настоящее время оннигуты (онниуты, оннюты) проживают на территории хошуна Оннюд-Ци, а также на территории районов Хуншань и Суншань городского округа Чифэн (Улан-Хад) Внутренней Монголии.
В Монголии представители родов онгнигууд, онглигууд, огниуд, онниуд проживают в сомонах Бүрэнтогтох, Төмөрбулаг, Бүрэн Хубсугульского аймака; сомонах Мандах, Хөвсгөл, Хатанбулаг Восточно-Гобийского аймака; сомоне Халхгол Восточного аймака; сомонах Өлзийт, Хулд, Дэлгэрхангай, Эрдэнэдалай, Сайхан-Овоо, Луус, Дэрэн, Өндөршил Средне-Гобийского аймака; сомонах Баян-Өндөр, Сант, Баянгол Убурхангайского аймака; сомонах Мандал-Овоо, Баяндалай, Ноён, Сэврэй Южно-Гобийского аймака. Род онниуд в частности упоминается в составе халха-монголов, а в составе хотогойтов отмечены представители рода огниуд. В состав калмыков-дербетов входит род онгнют (онгнигуд).